# Miskolctapolca
Miskolctapolca of Miskolc-Tapolca (voorheen Görömböly-Tapolca en ter plekke in de omgangstaal bekend als kortweg Tapolca) is een buitenwijk van de Hongaarse stad Miskolc en is een van de meest populaire toeristische steden van Hongarije. De plaats is niet te verwarren met de stad Tapolca in de provincie Veszprém.
Het gebied is reeds sinds de oudheid bewoond. Archeologische vondsten zijn te zien in het Ottó Herman Museum. Voordat de Hongaren het gebied veroverden, werd het bewoond door Slavische stammen. De naam komt van een Slavisch woord dat bad betekent.
Documenten die teruggaan tot 1219 vermelden een benedictijnenklooster in Tapolca; dit bestond tot de 16e eeuw, maar tijdens de Ottomaanse bezetting van Hongarije werd het klooster meerdere keren aangevallen en vertrokken de monniken. Tapolca bleef tot de 19e eeuw zonder permanente bewoners, hoewel het reeds in het begin van de 18e eeuw als vakantieoord werd gebruikt. In die tijd behoorde het tot het klooster van Görömböly. De bisschop van Vác vroeg het klooster om Tapolca te ontwikkelen als vakantieoord; er werden drie thermaalbaden aangelegd. Tegen 1830 was er ook een overdekt bad.
Aan het einde van de 19e eeuw kocht de stad Miskolc Tapolca van de kerk. In 1934 werd Tapolca officieel een badplaats en begon het te bloeien, restaurants en hotels werden geopend. In 1941 werd een nieuwe gebouw van het bad gebouwd. In 1959 werd het zogeheten Grotbad geopend en in 1969 werd er ook een openluchtzwembad gebouwd.
In 1950 werd de plaats Görömböly, waartoe Tapolca behoorde, bij Miskolc gevoegd. Sindsdien heet Tapolca voluit Miskolc-Tapolca.
Op 16 januari 2005 was er een referendum over een eventuele afsplitsing van Tapolca van Miskolc. Op 7 december 2008 werd er een nieuwe volksraadpleging gehouden, dit keer stemden 835 personen voor de onafhankelijkheid van Tapolca en 591 stemden tegen.